# Araneus lutulentus
Araneus lutulentus là một loài nhện trong họ Araneidae.
Loài này thuộc chi Araneus. Araneus lutulentus được Eugen von Keyserling miêu tả năm 1886.